# Broj 1 singlovi 2009. (Kanada)
Ovo je popis singlova koji su bili na 1. mjestu kanadske liste Canadian Hot 100 u 2009. godini.

## Lista singlova na 1. mjestu
| Datum         | Pjesmu                           | Izvođač                     |
| ------------- | -------------------------------- | --------------------------- |
| 3. siječnja   | "Poker Face"                     | Lady GaGa                   |
| 10. siječnja  | "Poker Face"                     | Lady GaGa                   |
| 17. siječnja  | "Poker Face"                     | Lady GaGa                   |
| 24. siječnja  | "Poker Face"                     | Lady GaGa                   |
| 31. siječnja  | "Poker Face"                     | Lady GaGa                   |
| 7. veljače    | "My Life Would Suck Without You" | Kelly Clarkson              |
| 14. veljače   | "Poker Face"                     | Lady GaGa                   |
| 21. veljače   | "Crack a Bottle"                 | Eminem, Dr. Dre & 50 Cent   |
| 28. veljače   | "Right Round"                    | Flo Rida                    |
| 7. ožujka     | "Right Round"                    | Flo Rida                    |
| 14. ožujka    | "Right Round"                    | Flo Rida                    |
| 21. ožujka    | "Right Round"                    | Flo Rida                    |
| 28. ožujka    | "Right Round"                    | Flo Rida                    |
| 4. travnja    | "Right Round"                    | Flo Rida                    |
| 11. travnja   | "Right Round"                    | Flo Rida                    |
| 18. travnja   | "Boom Boom Pow"                  | Black Eyed Peas             |
| 25. travnja   | "Right Round"                    | Flo Rida                    |
| 2. svibnja    | "Right Round"                    | Flo Rida                    |
| 9. svibnja    | "Boom Boom Pow"                  | Black Eyed Peas             |
| 16. svibnja   | "Boom Boom Pow"                  | Black Eyed Peas             |
| 23. svibnja   | "Boom Boom Pow"                  | Black Eyed Peas             |
| 30. svibnja   | "Boom Boom Pow"                  | Black Eyed Peas             |
| 6. lipnja     | "Boom Boom Pow"                  | Black Eyed Peas             |
| 13. lipnja    | "Boom Boom Pow"                  | Black Eyed Peas             |
| 20. lipnja    | "Boom Boom Pow"                  | Black Eyed Peas             |
| 27. lipnja    | "Boom Boom Pow"                  | Black Eyed Peas             |
| 4. srpnja     | "I Gotta Feeling"                | Black Eyed Peas             |
| 11. srpnja    | "I Gotta Feeling"                | Black Eyed Peas             |
| 18. srpnja    | "I Gotta Feeling"                | Black Eyed Peas             |
| 25. srpnja    | "I Gotta Feeling"                | Black Eyed Peas             |
| 1. kolovoza   | "I Gotta Feeling"                | Black Eyed Peas             |
| 8. kolovoza   | "I Gotta Feeling"                | Black Eyed Peas             |
| 15. kolovoza  | "I Gotta Feeling"                | Black Eyed Peas             |
| 22. kolovoza  | "I Gotta Feeling"                | Black Eyed Peas             |
| 29. kolovoza  | "I Gotta Feeling"                | Black Eyed Peas             |
| 5. rujna      | "I Gotta Feeling"                | Black Eyed Peas             |
| 12. rujna     | "I Gotta Feeling"                | Black Eyed Peas             |
| 19. rujna     | "I Gotta Feeling"                | Black Eyed Peas             |
| 26. rujna     | "I Gotta Feeling"                | Black Eyed Peas             |
| 3. listopada  | "I Gotta Feeling"                | Black Eyed Peas             |
| 10. listopada | "I Gotta Feeling"                | Black Eyed Peas             |
| 17. listopada | "I Gotta Feeling"                | Black Eyed Peas             |
| 24. listopada | "3"                              | Britney Spears              |
| 31. listopada | "Sexy Bitch"                     | David Guetta featuring Akon |
| 7. studenog   | "Sexy Bitch"                     | David Guetta featuring Akon |
| 14. studenog  | "Bad Romance"                    | Lady Gaga                   |
| 21. studenog  | "TiK ToK"                        | Ke$ha                       |
| 28. studenog  | "TiK ToK"                        | Ke$ha                       |
| 5. prosinca   | "Bad Romance"                    | Lady Gaga                   |
| 12. prosinca  | "Bad Romance"                    | Lady Gaga                   |
| 19. prosinca  | "Bad Romance"                    | Lady Gaga                   |
| 26. prosinca  | "Bad Romance"                    | Lady Gaga                   |